# James Cahill (Snookerspieler)
James Cahill (* 27. Dezember 1995 in Blackpool) ist ein englischer Snookerspieler. Von 2013 bis 2024 gehörte er mit Unterbrechungen 8 Jahre der Profitour an. 2019 qualifizierte er sich als erster Amateurspieler für die Endrunde der Profiweltmeisterschaft.

## Karriere

### Jugend und U-21-Europameistertitel
James Cahill ist der Sohn von Maria Cahill Tart, die in den 1980er und 1990er Jahren selbst eine erfolgreiche Snookerspielerin war und den Rileys Pool and Snooker Club in Blackpool betrieben hat. Ihre Schwester war bis 2014 mit Stephen Hendry verheiratet, somit war auch der siebenfache Snookerweltmeister Teil der Familie. Von früher Kindheit an spielte deshalb Snooker eine große Rolle in Cahills Leben und er erreichte in der Jugend bereits einige Erfolge, unter anderem gewann er die regionale U-16-Meisterschaft in Englands Nordwesten. Mit 15 Jahren verließ er die Schule und nahm einen Privatlehrer, um sich auf den Sport konzentrieren zu können. Hilfestellung bekam er von Frank Callan, der schon Hendry und weitere Weltmeister und Spitzenspieler trainiert hatte. Später arbeitete er auch mit Chris Henry zusammen.
Schon als 14-Jähriger nahm er erstmals an einem für Amateure offenen Profiturnier der Players Tour Championship teil und qualifizierte sich ein Jahr später bereits bei zwei PTC-Turnieren erfolgreich für die Hauptrunde. Mit 16 nahm er an der Q School teil, um einen Platz als Profispieler auf der Snooker Main Tour zu erhalten. Beim ersten Turnier 2012 erreichte er immerhin das Gruppenhalbfinale. In der PTC-Saison 2012/13 stand er bereits bei sieben der 13 Turniere im Hauptfeld und überstand zweimal nach Siegen über die Profis Robert Milkins bzw. Paul Davison die erste Runde. Im März 2013 nahm er dann an den EBSA European Under-21 Snooker Championships teil und holte sich den Titel des Junioreneuropameisters. Durch den Sieg bekam er mit 17 Jahren die Startberechtigung für die folgenden beiden Jahre bei den Profiturnieren der Main Tour.

### Die ersten Profijahre
In der Saison 2013/14 blieben die Erfolge dann erst einmal aus. Lediglich beim Paul Hunter Classic 2013 konnte er mit zwei Siegen unter die letzten 32 vorstoßen. Erst im Saisonfinale, bei der Qualifikation zur Snookerweltmeisterschaft gelang ihm ein Sieg bei einem vollwertigen Ranglistenturnier. Entsprechend schloss er die Saison auch nur auf Platz 117 der Snookerweltrangliste ab. Zu Beginn der nächsten Saison konnte er dann bei den Australian Goldfields Open unter die letzten 64 vorstoßen und erreichte erneut beim Paul Hunter Classic die dritte Hauptrunde mit Siegen über Dave Harold und John Higgins. Cahills bis dahin größter Erfolg war das Erreichen der Achtelfinalrunde der UK Championship 2014, nachdem er unter anderem den Weltranglistendritten Ding Junhui geschlagen hatte. Er stieg bis auf Platz 76 der Weltrangliste, konnte danach aber nur noch einen Sieg nachlegen, so dass er eigentlich wieder aus der Main Tour herausgefallen wäre. Seine Ergebnisse bei den PTC-Turnieren reichten jedoch gerade so, dass er den achten und letzten Platz in der „European Tour Order of Merit“ der Nicht-Profis erreichte und damit seinen Profistatus für zwei weitere Jahre verlängern konnte.
Die Saison 2015/16 verlief nicht sehr vielversprechend: Nur fünfmal überstand er das Auftaktmatch, dreimal davon bei PTC-Turnieren, so dass er immer in den dreistelligen Plätzen blieb. Erst beim Paul Hunter Classic 2016 im Jahr darauf kam er erstmals wieder in die dritte Runde. Nur beim Snooker Shoot-Out kam er noch einmal so weit, beide Turniere brachten aber kaum etwas für die Weltrangliste. Somit musste er 2017 als Nummer 106 die Profitour nach vier Jahren wieder verlassen. Die Wiederqualifikation über die Q School. Zwar erreichte er im zweiten Turnier das Finale seiner Gruppe, verlor aber das entscheidende Spiel gegen Paul Davison mit 2:4.

### Eine Ausnahmesaison als Amateur auf der Profitour
Im folgenden Jahr nahm Cahill nur an wenigen Turnieren teil, bei den für Amateure offenen Gibraltar Open schaffte er die Qualifikation und kam in die zweite Hauptrunde, ebenso wie beim Shoot-Out, für das er eine Wildcard erhalten hatte. Besonders bitter verlief die Q School 2018. Bei allen drei Turnieren verpasste er um eine Runde das Entscheidungsspiel: Im ersten verlor er im Halbfinale seiner Gruppe 1:4 gegen Jordan Brown, im zweiten mit demselben Ergebnis gegen Jamie Cope und im dritten nach hartem Kampf im Decider mit 3:4 gegen Kuldesh Johal. Ausgerechnet in dieser Saison war die Qualifikation über die Order of Merit, die Rangliste der Nicht-Qualifizierten, zugunsten des dritten Turniers abgeschafft worden, so dass ihm auch die Top-4-Platzierung in dieser Liste nicht half.
Wenigstens war er dadurch einer der ersten Nachrücker bei freigebliebenen Plätzen und so nahm er in der Saison 2018/19 trotzdem an den meisten Turnieren der Profitour teil. Eine bemerkenswerte Saison begann mit einem 5:1-Sieg über die Nummer 18 der Weltrangliste Liang Wenbo beim World Open. Bei der UK Championship warf er dann in Runde 1 den Weltranglistenersten Mark Selby mit 6:3 aus dem Turnier. Bei den Welsh Open schlug er mit Shaun Murphy einen weiteren Topspieler (Nummer 11). Bei den Indian Open schaffte er zum zweiten Mal in seiner Karriere den Vorstoß bis ins Achtelfinale. Bei der Qualifikation zur Weltmeisterschaft erreichte er schließlich nach Siegen über Andrew Higginson, Michael Holt und Michael Judge als erster Amateur in der Geschichte des Turniers die Hauptrunde im Crucible Theatre. In der ersten Runde besiegte er dann auch noch überraschend Ronnie O’Sullivan, der zuvor Selby auf Platz 1 der Weltrangliste abgelöst hatte, mit 10:8. Im WM-Achtelfinale konnte er danach sogar noch mit Stephen Maguire mithalten und verlor erst im Decider mit 12:13. Der herausragende Erfolg brachte Cahill den Spitznamen The Giant-Killer (der „Riesentöter“) ein.

### Zwei weitere Jahre als Profi
Obwohl der Engländer nur als Amateur an der Tour teilgenommen hatte, wurden seine Erfolge in der Einjahresrangliste angerechnet. Abzüglich der Top-64-Profis belegte er dort Rang 2 und erhielt damit einen Main-Tour-Platz für die Saisons 2019/20 und 2020/21. Das erste Jahr begann er mit einem 4:0-Erfolg gegen Jimmy White, dann konnte er aber nicht an die vorigen Erfolge anknüpfen. Er verlor 6 Matches in Folge und erst bei der UK Championship, gab es einen Erfolg gegen David Gilbert. Noch zweimal gewann er ein Auftaktspiel, dann folgten wieder 6 Niederlagen am Stück, selbst bei der WM verlor er das erste Spiel mit 2:6 gegen den 15-jährigen Belgier Ben Mertens. Auch das zweite Jahr begann durchwachsen mit 3 Siegen in 5 Turnieren. Ein Erfolgserlebnis hatte er bei der neu eingeführten WST Pro Series. In der ersten Gruppenphase mit Best-of-3-Matches gewann er 5 seiner 7 Partien und zog in die Runde der letzten 32 ein. In der zweiten Phase schied er mit 2 Siegen aus 7 Partien aus. In den verbleibenden 5 Saisonpartien gewann er danach nur noch ein einziges Spiel und als Nummer 90 der Rangliste verlor er erneut seinen Profistatus.
Die zweite Teilnahme an der Q School begann erneut mit einer 1:4-Niederlage im Entscheidungsspiel des ersten Turniers gegen Bai Langning. In den anderen beiden Turnieren schied er aber jeweils vorzeitig aus, so dass er wieder auf den Amateurstatus zurückfiel.

### Erneute Qualifikation für die Profitour 2022
Beim dritten Event der Q-School 2022 qualifizierte sich Cahill nach einem Jahr Pause für weitere zwei Jahre auf der Main Tour.
[veraltet]

## Erfolge
Ranglistenturniere
- Achtelfinale: Weltmeisterschaft (2019), UK Championship (2014), Indian Open (2019), WST Classic (2023)
- Runde der Letzten 32: Welsh Open (2019), Northern Ireland Open (2021), Paul Hunter Classic (2016), Snooker Shoot-Out (2017)

Amateurturniere
- U-21-Europameister (2013)